# Dohnsen (Bergen)
 (avril 2020).
Dohnsen est un quartier de la commune allemande de Bergen, dans l'arrondissement de Celle, Land de Basse-Saxe.

## Géographie
Dohnsen se situe à 4 km au sud-est de Bergen. Il comprend les villages de Wohlde, Hünenburg, Roxhüllen, Salzmoor et Siddernhausen.

## Histoire
Au nord du village, la ciste de Dohnsen est une grande tombe en pierre reconstruite de la période néolithique (3500–2800 av. J.-C.). À environ 800 m à l'est de Dohnsen, sur le Lührsberg, à une altitude de 77 m, sur environ 500 m de large, l'archéologue Hans Piesker découvre en 1936 un établissement de la culture des vases à entonnoir (environ 4200-2800 av. J.-C.). De nombreux trous de poteau et fosses de peuplement, mais aussi plusieurs plans d'étage de maison, sont découverts dans le site de 30 000 m2 à l'origine. Les maisons aux murs tapissés d'argile avaient une longueur de près de 6 m et étaient enfouies dans le sol entre 0,8 et 1,40 m. De plus, des pointes de flèches, des grattoirs, un fer de lance et des fragments de haches en silex sont trouvés et des éclats brisés excavés. La découverte de fuseaux montre que la laine ou les fibres végétales étaient également transformées ici. La culture de Sögel-Wohlde est un groupe culturel du début de l'âge du bronze (vers 1600–1000 av. J.-C.) qui doit son nom aux villages de Sögel dans l'arrondissement du Pays de l'Ems et de Wohlde à Dohnsen.
Dohnsen est mentionné pour la première fois en 1330 sous le nom de Dodensen.
Le 1er février 1971, Dohnsen fusionne avec Bergen.

## Source, notes et références
- (de) Cet article est partiellement ou en totalité issu de l’article de Wikipédia en allemand intitulé « Dohnsen (Bergen) » (voir la liste des auteurs).

1. 1 2  (de) « Dohnsen », sur Stadt Bergen (consulté le 3 avril 2020)
2. ↑  (de) Statistisches Bundesamt, Historisches Gemeindeverzeichnis für die Bundesrepublik Deutschland. : Namens-, Grenz- und Schlüsselnummernänderungen bei Gemeinden, Kreisen und Regierungsbezirken vom 27. 5. 1970 bis 31. 12. 1982., W. Kohlhammer GmbH, 1983 (ISBN 3170032631), p. 223